# Peterschap
Het peterschap (vrouwelijk equivalent: meterschap) is de hoedanigheid die een (doop)peter en -meter op zich nemen.
Het woord 'peter' is afgeleid van het Latijnse Pater (vader), zoals 'meter' afgeleid is van Mater (moeder). Bij de doopplechtigheid wordt vanouds over een nieuwe geboorte gesproken met een vader en moeder in het geloof. Grootouders, ooms en tantes worden meestal gevraagd peter of meter te zijn. Bij een katholieke doop worden doorgaans twee getuigen gevraagd: een (mannelijke) peter of peetoom en een (vrouwelijke) meter of peettante. Deze peetouders zijn samen de doopborgen. Behalve hun functie als getuigen, wordt hun ook gevraagd een bijzondere zorg en aandacht te besteden aan de katholieke opvoeding van het kind, in het bijzonder wanneer het kind zijn beide ouders zou verliezen.
Peterschap komt ook voor in protestantse kringen en zelfs in families die niet belijdend christelijk zijn. Dit is vooral het geval in Angelsaksische landen en in koninklijke families.
Soms wordt het kind naar de peter of meter genoemd, vooral als de naam tijdens de doop wordt vastgesteld. Het omgekeerde komt ook voor: dan spreekt men oneigenlijk van 'peetoom' of 'peettante' als een kind naar iemand genoemd is, terwijl er van doop geen sprake is.
In bepaalde gebieden zoals België is het traditie dat een kind als tweede en derde voornaam de namen van de peter en de meter krijgt, eventueel aangepast aan het geslacht. Deze tweede en derde voornaam worden niet gebruikt in het dagelijks leven en zijn ook zelden bekend bij de omgeving, maar staan  wel in het bevolkingsregister.

## Peter en meter in de Katholieke Kerk
Het peterschap en meterschap is in de Katholieke Kerk nauwkeurig omschreven en aan voorwaarden verbonden. 
Het kerkelijk wetboek van de Katholieke Kerk (Codex Iuris Canonici) omschrijft het in hoofdstuk IV als volgt: 
Can. 872 - Voor zover het kan, dient aan de dopeling een peetouder gegeven te worden, aan wie het toekomt de volwassen dopeling in de christelijke initiatie bij te staan en, als de dopeling een kind is, hem samen met de ouders ten doop te houden, en eveneens mee te helpen opdat de dopeling een christelijk leven leidt in overeenstemming met zijn doopsel en de verplichtingen die eraan verbonden zijn getrouw vervult.
Can. 873 - Er dient slechts één peter of één meter genomen te worden, of ook een peter en een meter samen.
Can. 874 - § 1 Opdat iemand tot het opnemen van de taak van peetouder toegelaten wordt:
1. moet deze door de dopeling zelf of diens ouders of door degene die hun plaats inneemt of, bij het ontbreken van dezen, door de pastoor of bedienaar aangeduid zijn alsook de geschiktheid en de intentie hebben om deze taak uit te oefenen;
2. moet deze het zestiende levensjaar voltooid hebben, tenzij door de diocesane bisschop een andere leeftijd vastgesteld is of tenzij de pastoor of bedienaar om een goede reden een uitzondering toelaatbaar acht;
3. moet deze katholiek zijn, gevormd en het allerheiligste sacrament van de Eucharistie reeds ontvangen hebben, en een leven leiden dat in overeenstemming is met het geloof en met de op te nemen taak;
4. mag deze door geen canonieke wettig opgelegde of verklaarde straf gebonden zijn;
5. mag deze niet de vader of de moeder van de dopeling zijn.

§ 2 Een gedoopte die tot een niet-katholieke kerkelijke gemeenschap behoort, mag niet toegelaten worden tenzij samen met een katholieke peetouder, en slechts als getuige van het doopsel.

## Peetvader
Waarschijnlijk onder invloed van de geruchtmakende maffiafilm The Godfather spreekt men soms van peetvader. De vertaling van godfather is peetoom, maar dat woord werd in de context van de film niet geschikt gevonden, zodat de film in het Nederlands werd uitgebracht onder de titel De Peetvader. Bij de maffia heeft de 'peetvader' een grote betekenis, in feite is die persoon het hoofd van de hele 'familie' en gaat elke ingrijpende beslissing van hem uit. (Zie ook Pater familias.)

## Grimm
Bij Grimm komt de peter voor in de sprookjes De dood als peet en De peetoom.

## Wetenswaardigheden
- In België is de koning meestal peter van een zevende zoon, de koningin wordt meter van een zevende dochter van een familie.
- De in de doopregisters vermelde peter zet stamboomonderzoekers soms ook op weg naar verwantschap.
- Het peterschap wordt ook figuurlijk toegekend. Een persoon (of instelling) ontfermt zich bijvoorbeeld over een project, een cultuurmanifestatie of een bedreigde diersoort. Zo had koningin Fabiola het meterschap aanvaard van de internationale beiaardwedstrijd van Mechelen. Als bij dit (figuurlijk) peterschap ook een financieel engagement hoort, spreekt men ook van financiële adoptie.